# Aspartam
Aspartam är ett sötningsmedel som kan användas i stället för socker i lightprodukter, sockerfria tuggummin och andra livsmedel. Medlets E-nummer är E 951. Det ingår huvudsakligen i färdiga livsmedelsvaror men marknadsförs även som bordssötningsmedel. Aspartam är ett av de mest studerade, dokumenterade, utredda och debatterade ämnena i världen.
Aspartam är ett ämne (en dipeptidester) som ger 4 kcal per gram. Det fullständiga namnet för substansen är aspartyl-fenylalanin-1-metylester.

## Egenskaper
Aspartam ger ingen kariespåverkan och inget blodsocker- eller insulinsvar. Ämnets energiinnehåll är fyra kilokalorier per gram, vilket är ungefär lika mycket som de flesta sockerarter. Detta betyder att aspartam ger lika mycket kalorier som socker viktmässigt, men på grund av sin cirka 150–200 gånger sötare smak används aspartam i betydligt mindre mängd än socker. Det förlorar sin sötma vid lagring under lång tid, men tillverkarna kan förbättra stabiliteten genom tillsatser. Däremot bryts det snabbt ned vid uppvärmning.
Aspartam har, till skillnad från vissa andra sötningsmedel, inte någon laxerande effekt vid överkonsumtion. Drycker sötade med aspartam leder till en viktminskning hos personer med fetma i jämförelse med drycker ej sötade med aspartam.

## Historik
Aspartam eller aspartylfenylalanin (marknadsförs som NutraSweet, Equal, Egal eller Canderel) upptäcktes 1965. Aspartam introducerades i livsmedelsindustrin år 1981 i USA. För dem som inte har den medfödda sjukdomen fenylketonuri (PKU) finns det inga kända risker med att äta aspartam. Livsmedelsverket har därför inga speciella rekommendationer vad gäller konsumtion av aspartam. Det är ett av de mest använda sötningsmedlen i läsk.

## Metabolism
När aspartam bryts ner i kroppen bildas metanol (träsprit), aminosyran asparaginsyra och den essentiella aminosyran fenylalanin. Metanol finns naturligt i små mängder i frukt och fruktjuicer. Livsmedelsverket kommenterar att "den mängd metanol som tillförs kroppen från ett glas aspartamsötad läsk är mindre än den mängd som finns naturligt i till exempel ett glas apelsinjuice" och att både asparaginsyra och fenylalanin är byggstenar för proteiner och en del av normal kost. Aspartam bryts ned mycket snabbt i tunntarmen, vilket gör att även vid förtäring av stora doser så återfinns inget i blodomloppet.

## Användning
Aspartam förekommer i över 6 000 livsmedel världen över. Substansen används som sockerersättning i bland annat bordssötningsmedel, kakor, läskedrycker, saft, glass, proteinpulver, konfektyr, halstabletter, tuggummi, mediciner med mera.

## Framställning
Aspartam är ett derivat av aminosyror där två av dessa, fenylalanin och asparaginsyra, används för framställningen. Vid framställning av aspartam används termolysin.[källa behövs]

## Säkerhet och hälsoeffekter
Ett stort antal mat- och hälsomyndigheter världen över har kommit fram till att aspartam är säkert för mänsklig konsumtion.
USA:s livsmedels- och läkemedelsmyndighet har beskrivit aspartam som en av de mest noggrant testade och studerade livsmedelstillsatserna som de någonsin har godkänt och att dess säkerhet är "clear cut".
Socialstyrelsen i Sverige anser att aspartam inte är farligt vid konsumtion under gränsvärdet för den som inte har sjukdomen PKU.
EU:s högsta rekommenderade dagliga dos är 40 mg aspartam per kilogram kroppsvikt. Läskedrycker sötade med aspartam får innehålla högst 600 mg/l, och i och med att många innehåller mindre kan en person hålla sig under rekommenderat dagligt intag med maximalt fyra liter sötad dryck per dag om personen väger 60 kg.[källa behövs]

### Personer med sjukdomen fenylketonuri (PKU)
Personer med den ärftliga sjukdomen fenylketonuri (PKU) kan inte bryta ner fenylalanin, och måste därför undvika att konsumera aspartam, men även naturliga livsmedel som innehåller fenylalanin. Därför märks alla produkter som innehåller aspartam med texten "Innehåller en fenylalaninkälla". I Sverige utförs ett så kallat PKU-test på alla nyfödda för att undersöka om de har sjukdomen.

### Cancer
Översiktsarbeten har inte funnit något samband mellan aspartam och cancer. Den ståndpunkten stöds av flera tillsynsmyndigheter som USA:s livsmedels- och läkemedelsmyndighet (FDA) och Europeiska myndigheten för livsmedelssäkerhet (EFSA) såväl som vetenskapliga institutioner som National Cancer Institute. Enligt EFSA och FDA är aspartam säkert för mänsklig konsumtion.

### Neurologiska och psykiatriska symptom
Påståenden har gjorts via internet och i konsumentriktade tidskrifter om neurotoxiska effekter av aspartam som skulle leda till neurologiska eller psykiatriska symtom som krampanfall, huvudvärk och humörsvängningar. Översiktsarbeten av aspartams biokemi har inte funnit något bevis för att de doser som konsumeras skulle kunna leda till dessa neurotoxiska effekter. Genomgående översiktsarbeten har inte funnit någon evidens för aspartam som en orsak till dessa symtom. Ett översiktsarbete av studier om barn fann inte några signifikanta risker för neuropsykiatriska tillstånd som panikattacker, humörsvängningar, hallucinationer, ADHD eller krampanfall.